# Gänsehaut 2 – Gruseliges Halloween
Gänsehaut 2 – Gruseliges Halloween ist eine US-amerikanische Filmkomödie mit Horrorelementen von Ari Sandel aus dem Jahr 2018. Er ist die Fortsetzung von Gänsehaut und basiert wie sein Vorgänger auf der Kinderbuchreihe Gänsehaut von R. L. Stine. Jack Black, der im ersten Teil eine der Hauptrollen als Autor R. L. Stine bekleidete, ist in diesem Film nur noch in einer Nebenrolle zu sehen.

## Handlung
Sarah Quinn lebt mit ihrer Mutter Kathy und ihrem nerdigen Bruder Sonny in Wardenclyffe, New York, der Heimat von Nikola Tesla. Sarah will unbedingt zur Columbia University, leidet jedoch unter einer Schreibblockade für das Essay, das sie zur Bewerbung benötigt. Derweil arbeitet Sonny an einem Projekt für die Experimentierklasse: ein Nachbau von Teslas Wardenclyffe Tower, der sich auch in der Stadt befindet. Kathy hat zugestimmt, sich drei Tage um Sonnys besten Freund Sam zu kümmern, so lange dessen Vater auf Geschäftsreise ist.
Sam und Sonny werden in der Schule von der Schlägerbande um Cooper drangsaliert und aufgezogen. Nach der Schule versuchen sie sich über ihr Entrümpelungsunternehmen etwas Geld zu verdienen. Ihr Auftrag führt sie zu einem verlassenen Haus. Als Sonny dort versehentlich eine Geheimtür öffnet, stoßen sie auf „Gruseliges Halloween“, ein Buch von R. L. Stine. Als sie dieses öffnen erscheint ihnen die Puppe Slappy. Sie nehmen sie sowie das Buch mit. Vor dem Haus lauern ihnen Cooper und seine Bande auf, die das Buch entwenden. Mit Hilfe der Puppe gelingt den beiden die Flucht vor der Bande.
Zu Hause angekommen offenbart sich Slappy ihnen und versucht ihnen scheinbar zu helfen. Er erledigt ihre Hausaufgaben und hilft Sonny bei seinem Schulprojekt. Am nächsten Tag landet sie jedoch in Sarahs Rucksack und drangsaliert deren Freund, der sie letzte Nacht in der Disco betrogen hatte. Anschließend sabotiert er Sonnys Schulprojekt. Zu Hause finden Sarah, Sonny und Sam alles über die Ereignisse des ersten Teils heraus. Sie versuchen R. L. Stine zu kontaktieren, der sich auf den Weg nach Wardenclyffe macht.
In der Zwischenzeit erweckt Slappy mit seinen magischen Kräften die Halloweendekoration und die Kostüme im örtlichen Drogeriemarkt und in der Stadt zum Leben. Die drei Freunde versuchen das Buch von Cooper zurückzuerlangen. Als ihnen dies gelingt, erkennen sie zwei Dinge: zum einen kann das Buch die Kreaturen einsaugen und unschädlich machen, zum anderen sucht Slappy eine eigene Familie, wenn nötig mit Gewalt. Das macht Sonny und Sarahs Mutter zum perfekten Opfer. Die Geschichte ist unvollendet. Während die drei versuchen alles rückgängig zu machen, wird ihnen jedoch das Buch entwendet.
Slappy entführt die Mutter von Sonny und Sarah und verwandelt diese in eine Marionette. Mit der Hilfe ihres Lehrers Mr. Chu, einem fanatischen Stine-Fan, gelingt es den drei, sich durch die Scharen von Monstern zum Hauptquartier von Slappy vorzudringen, das er im Tower eingerichtet hat. Slappy will das Buch vernichten, doch mit gemeinsamen Kräften gelingt es den drei Freunden ihn zu besiegen. Sarah kann mit dem Buch alle Monster einfangen. R. L. Stine erreicht auch den Tower, kommt jedoch zu spät. Es gibt nichts mehr für ihn zu tun. Sarah gibt er noch den richtigen Tipp für ihr Essay, sie wird an der Columbia aufgenommen. Sonny bekommt für sein Wissenschaftsprojekt einen Preis verliehen.
In einer Post-Credit-Szene kehrt Slappy zurück und sperrt R.L. Stine in einem Buch ein.

## Produktion
Bereits am 2. September 2015, also noch vor Veröffentlichung des ersten Teils, stand bereits fest, dass Sony Pictures Entertainment eine Fortsetzung zu Gänsehaut plante und ein Drehbuchautor gesucht wurde. Ursprünglich war Rob Letterman erneut als Regisseur geplant, als Release-Datum wurde der 26. Januar 2018 angepeilt. Beides scheiterte jedoch. Ari Sandal übernahm die Regie, da Lettermann zu den fraglichen Drehterminen mit Pokémon Meisterdetektiv Pikachu beschäftigt war. Der Releasetermin wurde auf den 21. September 2018 verschoben, um zum einen nicht mit Hotel Transsilvanien 3 – Ein Monster Urlaub zu kollidieren, zum anderen wegen der Ausrichtung auf das Kinogeschäft um Halloween. Mit Rob Lieber als Drehbuchautor erschienen zwei Versionen des Drehbuchs: eines mit Jack Black in der Hauptrolle und eines ohne ihn, da noch nicht klar war, ob der Darsteller zum Drehzeitpunkt Zeit hatte. Letztlich entschied man sich für einen Kompromiss.
Autor R. L. Stine ist in einem Cameo als Schuldirektor zu sehen. Anspielungen auf verschiedene Charaktere seiner Bücher sind ebenfalls zu finden. Daneben finden sich Anspielungen auf Filme wie Halloween III, Ghostbusters – Die Geisterjäger, Frankensteins Braut sowie die Videospielserie Street Fighter. Auch die spielerische Rivalität zwischen Stine und Stephen King wird aufs Korn genommen, als ein roter Ballon wie in Es erscheint und Stine sagt: „Ha, ich wusste doch, das ich die Idee zu erst hatte.“
Die Dreharbeiten fanden vom 7. März bis zum April 2018 statt.

## Veröffentlichung
Der Film wurde schließlich am 12. Oktober 2018 veröffentlicht und erhielt einen Kinostart. Im Gegensatz zum ersten Teil wurde er nicht in RealD aufgeführt, Der Film spielte bei einem Budget von 35 Millionen US-Dollar letztlich alleine im Kino 93,3 Millionen US-Dollar ein. In der Eröffnungswoche war er mit einem Umsatz von 23,5 Millionen US-Dollar der erfolgreichste Film in den Vereinigten Staaten.
In Deutschland erhielt er ebenfalls einen Kinostart am 25. Oktober 2018. Insgesamt sahen ihn in Deutschland 165.404 Zuschauer. Damit spielte er 1.196.741 Euro ein. Er wurde später auf DVD, Blu-Ray und als Ultra HD Blu-ray über Sony Pictures veröffentlicht.

## Kritiken
Filmdienst bezeichnete den Film in seiner Kritik als einen „mit wenig Fantasie ausgestattete[n], dafür tricktechnisch überfrachtete[n] Gruselunterhaltungsfilm für Kinder und Jugendliche. Das bescheidene Budget und die Ideenarmut einer Fortsetzung [seien] deutlich bemerkbar.“ Auch auf Filmstarts wurde der Film wenig gelobt. Rezensent Christoph Petersen schrieb: „Solides Schauer-Sequel für die ganze Familie, das im Gegensatz zum ersten Teil aber ohne jede erzählerische Ambition daherkommt.“ Auf Film.at besprach Erwin Schotzger den Film mit folgenden Worten: „Für sich genommen ist Gänsehaut 2: Gruseliges Halloween immer noch eine unterhaltsame Halloween-Komödie, hat aber einen Tick weniger Herz als der erste Teil.“